# Adesenarios
Adesenarios es el nombre empleado para designar los herejes del siglo XVI que reconocían la presencia real de Jesucristo en la Eucaristía pero en un sentido diferente del de los católicos. El nombre está formado por Prateolus del verbo latino adesse, estar presente.
Estos herejes se conocen más bien bajo el nombre de empanadores. Su secta se dividía en cuatro ramas: 
- unos, sostenían que el cuerpo de Jesucristo está en el pan
- otros, que estaba alrededor del pan
- otros, sobre él
- los últimos, debajo